# 비행기

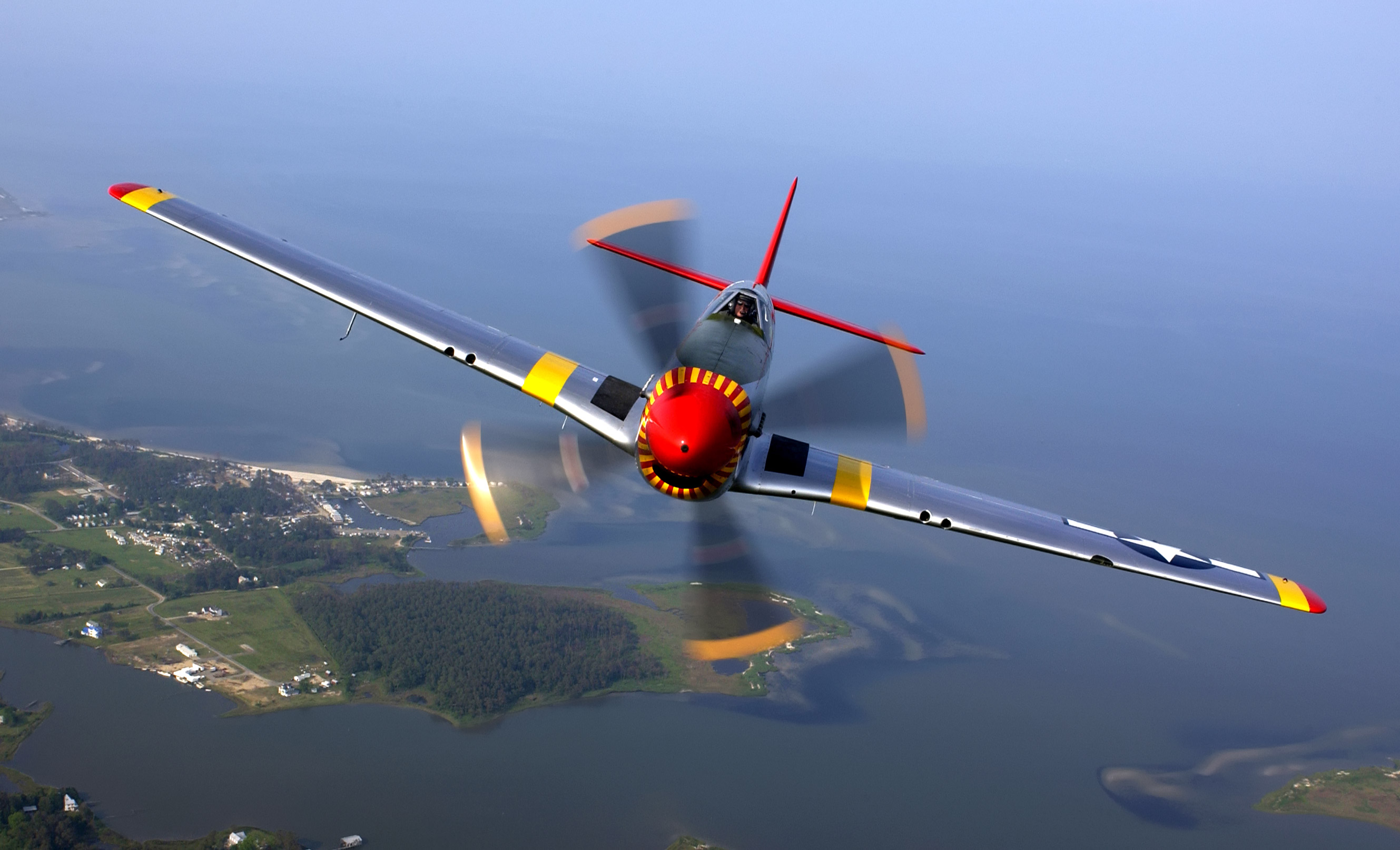
북미의 P-51 머스탱은 제2차 세계 대전 전투기이다.

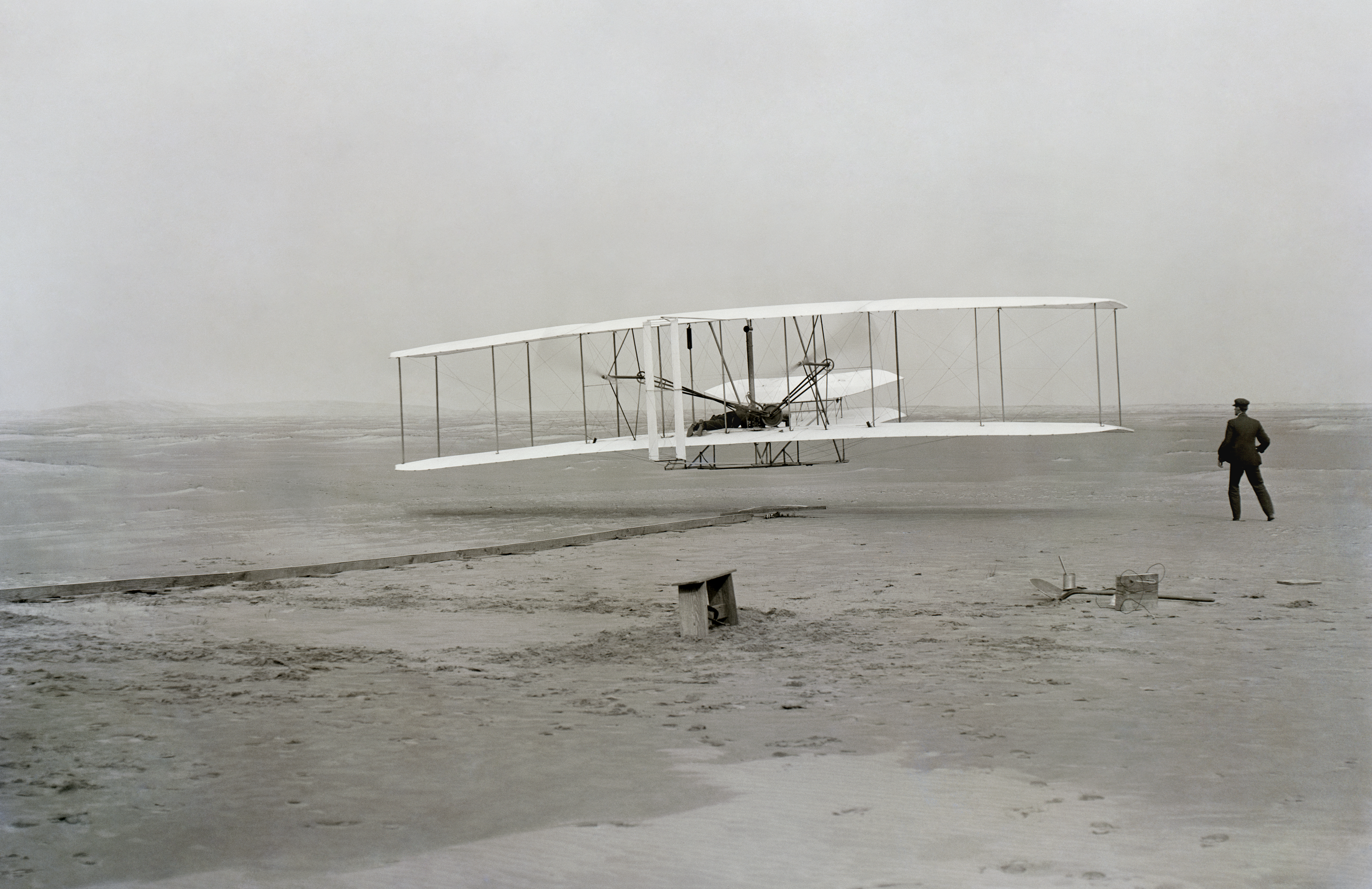
1903년 12월 17일 라이트 플라이어 항공기의 첫 비행

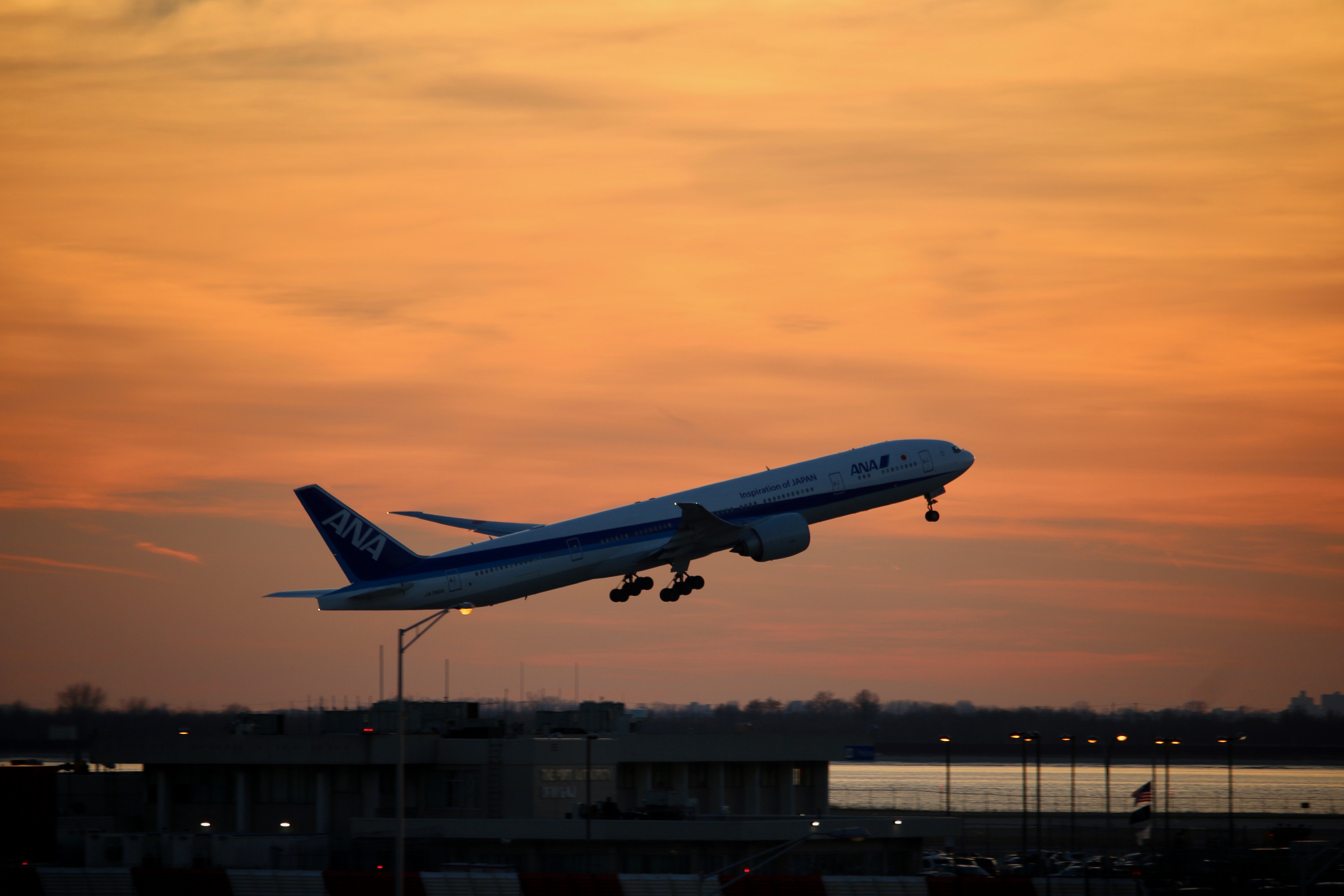
전일본공수 보잉 777-300ER이 존 F. 케네디 국제공항에서 이륙했다.

비행기(飛行機, 영어: airplane)는 동력(動力)으로 날개와 그에 의해 발생하는 양력을 이용해 인공적으로 하늘을 나는 능력을 가진 항공기를 말한다. 최초의 비행기는 1903년 12월 17일에 미합중국의 라이트 형제가 발명하였다고 알려져있으나, 라이트 형제는 최초의 ‘동력’ 비행기이고, ‘최초의 비행기’는 1901년에 독일 출신 이민자 '구스타프 화이트헤드'이다. 또한 비행기의 종류에는 여객기, 화물기, 전투기, 무인기, 방제기 등이 있다. 양력 발생에 필수적인 추진력을 얻기 위한 엔진으로는 프로펠러 엔진, 제트 엔진, 로켓 엔진 등이 사용된다. 세계적인 여객기 제작사로는 에어버스와 보잉이며, 비행기의 아랫면은 반대로 느리게 된다. 그 때문에 '베르누이(Bernoulli)의 정리'에 따라 윗면의 기압은 대기압보다도 낮으며, 즉 부압(負壓)으로 되어 날개를 위쪽으로 빨아올리는 작용을 한다. 또 아랫면의 기압은 대기압보다도 높아져서, 즉 정압(正壓)으로 되어 날개를 아래서부터 밀어올리는 작용을 한다. 이 부압과 정압으로 날개에는 위로 향하는 양력이 생기게 되는 것이다. 따라서 이 양력은 날개면적 , 속도와 관계가 있다.
(하지만 '베르누이(Bernoulli)의 정리' 만으로는 양력 발생 원리를 확실히 규명할 수 없다.)
양력계수·날개면적이 일정하다면 양력은 속도의 제곱에 비례하게 되는 것이다. 따라서 고속으로 날 때에는 받음각을 조절하여 양력계수를 작게 하고 저속으로 날 때에는 크게 하여 양력과 중력(重力)의 균형을 유지시킨다.
비행기가 일정한 속도로서 수평(水平)으로 날고 있을 때에는 양력이 비행기 전체의 무게와 같게 균형을 이루고 있어야 한다. 날개 뒤의 동체(胴體) 가까이에는 플랩(flap)이 붙어 있다. 이것은 좌우 한꺼번에 내리게 되어
있다. 그 작용으로 비행기는 느린 속도에도 안전하게 날게 된다. 이륙과 착륙시에 없어서는 안 될 것이다.즉 플랩을 내리면 양력계수가 크게 되므로 느린 속도에도 충분한 양력이 얻어지는 것이다. 또 하나 날개에서 중요한 것은 상반각(上反角)인데, 이것은 옆기움을 복원시키는 데 중요한 작용을 한다.
만일 비행기가 오른편으로 기울어지면 오른쪽 날개의 에일러론이 아래로 처지고, 왼쪽 날개는 위로 들리게 된다. 그리고 기울어진 방향(오른편)으로 옆미끄럼(side slip)을 시작한다. 그러면 기류가 생겨 원래의 위치로 되돌아가려는 힘이 작용하게 되는 것이다. 날개의 형은 음속(音速)에 가까운 속도 이상으로 나는 비행기는 모두가 뒤로 쏠린 후퇴날개로 되어 있다. 이것은 다음에 기술한 충격파의 영향을 부드럽게 하기 위한 형이다.

## 구조

### 프로펠러와 제트의 기능
프로펠러가 돌고 있는 뒤에 서게 되면 굉장히 센 바람을 받는다. 이것은 프로펠러가 공기에게 뒤로 향하는 속도를 주어 힘차게 밀고 있기 때문이다. 물리학의 법칙에 따라 단위시간에 어느 질량의 공기에 어느 속도를 주게 되면 공기에게 운동량의 변화를 주는 것이 되므로 그 반동으로 앞으로 향하는 추력(推力)이 얻어진다. 제트엔진에서
수평꼬리날개(水平尾翼)의 양력이 작용하는 위치는 받음각(迎角)에 따라 앞뒤로 이동한다. 한편 무게 중력은 비행기의 중심에 작용하므로 날개의 양력과 중력과는 언제나 같은 점에 작용한다고는 할 수 없다. 그래서 이 두 힘의 균형을 잡기 위하여 수평꼬리날개가 붙어 있다. 만일 양력이 중력보다 앞에서 작용하고 있을 경우에는 수평꼬리날개에는 위로 향하는 힘이, 또 양력이 중심보다 뒤에서 작용하고 있을 경우는 수평꼬리날개에는 아래로 힘이 작용하고 있어야 한다. 수평꼬리날개에 작용하는 힘의 방향(상향이든 하향이든)과 크기를 가감하기에는 수평꼬리날개를 움직여 받음각을 바꾸거나 승강키의 각을 바꾸어야 한다. 수평꼬리날개의 뒷부분은 상하로 움직일 수 있도록 되어 있다. 이것을 승강키(flipper)라고 한다. 승강키를 올리면 꼬리날개에 아래로 향하는 힘이 더해져서 비행기는 머리를 올린다. 반대로 승강키를 아래로 내리면 비행기는 머리를 숙인다.

### 수직꼬리날개
꼬리날개에는 하나의 수직꼬리날개가 있다. 이것은 비행기가 진로(進路)를 바로잡고 날게 하기 위해서 필요한 것이며, 이것이 없으면 비행기는 비틀거리며 사행(蛇行)을 하게 된다. 수직꼬리날개의 뒷부분은 좌우로 움직일 수 있도록 되어 있어 이것을 방향키(rudder)라고 한다. 방향키를 왼쪽으로 하면 왼쪽으로 향하고, 오른쪽으로 하면 비행기는 오른쪽으로 향한다.

### 보조날개
비행기에는 위에서 기술한 승강키와 방향키 이외에 보조날개(aileron)라고 하는 키가 있다. 이것은 날개의 뒷부분에 붙어 있으며, 왼쪽 보조날개를 내리면 오른쪽 보조날개가 올라가, 그로 인하여 비행기는 오른쪽으로 기운다. 그와 반대로 하게 되면 비행기는 왼쪽으로 기울어지게 되는 것이다. 이렇게 3개의 키를 사용하여 비행기는 자유자재로 방향을 바꾸기도 하고, 기울게도 할 수 있으며, 그에 따라 여러 가지 운동을 하게 되는 것이다. 이 밖에 날개 뒷부분에는 보조날개와 나란히 동체와 가까운 곳에 플랩이 붙어 있다. 이것은 보조날개와는 달리 좌우 동시에 내릴 수 있게 되어 있으며, 그 작용으로 비행기는 느린 속도에서도 안전하게 날 수 있다. 이륙(離陸)이나 착륙할 때에 없어서는 안될 것으로 되어 있다.

### 동체
맨앞이 조종석으로 되어 있고 뒤에는 객실과 화물실로 되어 있다. 비행기를 비행시키는 데 필요한 여러 가지의 계기·유압장치·전기장치·라디오·레이더 등도 대부분 동체 안에 장치되어 있다. 동체부에는 사람이 타기 때문에 고공(高空)에서도 산소가 부족하지 않도록 여압장치(與壓裝置)에 의해 압축된 공기를 보낸다(소형기는 제외). 고공에 오르면 기압도 떨어지고 산소가 부족하게 되며, 기온도 내려간다. 따라서 4,000∼5,000m 이상의 고공을 비행하는 비행기는 여압장치에 의하여 바깥의 공기를 압축하여 안으로 집어넣어 압력을 올리기도 하고, 냉난방(冷暖房)도 하고 있다. 압력은 보통 지상 2,400m 상당의 0.75기압 정도로 유지되고 있다

### 랜딩기어
비행기가 지면에 있을 때 이것을 지탱하는 장치로서 일반적으로 앞에 1개, 뒤에 2개가 있다. 비행기가 대형인 경우는 랜딩기어(바퀴)가 여러 개인 경우도 있다. 각각 몇 개의 바퀴와 착륙할 때에 쇼크를 완충시키기 위한 올레오(유압식 완충장치：oleo shock absorber)로 되어 있다. 날고 있을 때에는 필요가 없으므로 날개나 동체 속에 접어넣어 공기저항을 감소시키는 것이 접이식 바퀴이다. 바퀴 대신으로 플라우트(flout)를 달아 물 위에서 발착하는 것이 수상기(水上機)이다. 동체가 보트형으로 되어 있고, 수상에서 발착하는 것을 비행정(飛行艇)이라고 한다. 또 다른 착륙장치로는 플랩(FLAP)이 있는데,플랩은 착륙시 양력을 증가시킨다. 스피드 브레이크(SPEED BRAKE)는 착륙하자마자 날개쪽에서 작동되는데,착륙 할때가 아닌 이륙 한후 상공에서 작동되는 에어 브레이크(AIR BRAKE)등도 있다.

### 강도(强度)
비행기는 공기 속을 고속으로 운동하기 때문에 매우 심한 바람의 힘을 기체가 받게 된다. 그렇다고 해서 견고하게 하기 위하여 무작정 두꺼운 금속을 사용한다면 그만큼 무거워져서 성능이 떨어지게 된다. 따라서 될 수 있는 한 가볍고 견고한 구조로 해야 하는 것이다. 현재 여러 가지의 비행기는 알루미늄합금의 얇은 판제로서 동체와 날개의 형태를 이루고 도리와 쇠오리를 안에 넣어 튼튼하게 하고 있다. 즉 기체가 받는 하중(荷重)을 거의 금속판으로 만들어진 외피에 의하여 지탱하고 있다. 이 구조를 모노코크 구조(Monocoque construction)라고 한다. 비행기를 설계(設計)하는 데 있어서는 그 비행기가 부닥칠 수 있는 모든 경우를 상정(想定)하여, 그때그때 받을 힘에 견딜 만한 강도를 유지하도록 해두는 것이다. 그리고 실제의 비행기를 사용하여 철저한 강도시험(強度試驗)을 행하여, 설계와 다름없는 결과로 되어 있는가 어떤가를 확인하는 것이다.

## 속도
비행기의 평균 속도는 약 500mph(800km/h)에서 625mph(1000km/h)이다.

## 같이 보기
- 항공기
- 항공사
- 공군
- 제트 엔진

## 참고 문헌
- 이 문서에는 다음커뮤니케이션(현 카카오)에서 GFDL 또는 CC-SA 라이선스로 배포한 글로벌 세계대백과사전의 〈항공기〉 항목을 기초로 작성된 글이 포함되어 있습니다.